# Wybory parlamentarne w Liechtensteinie w 2013 roku

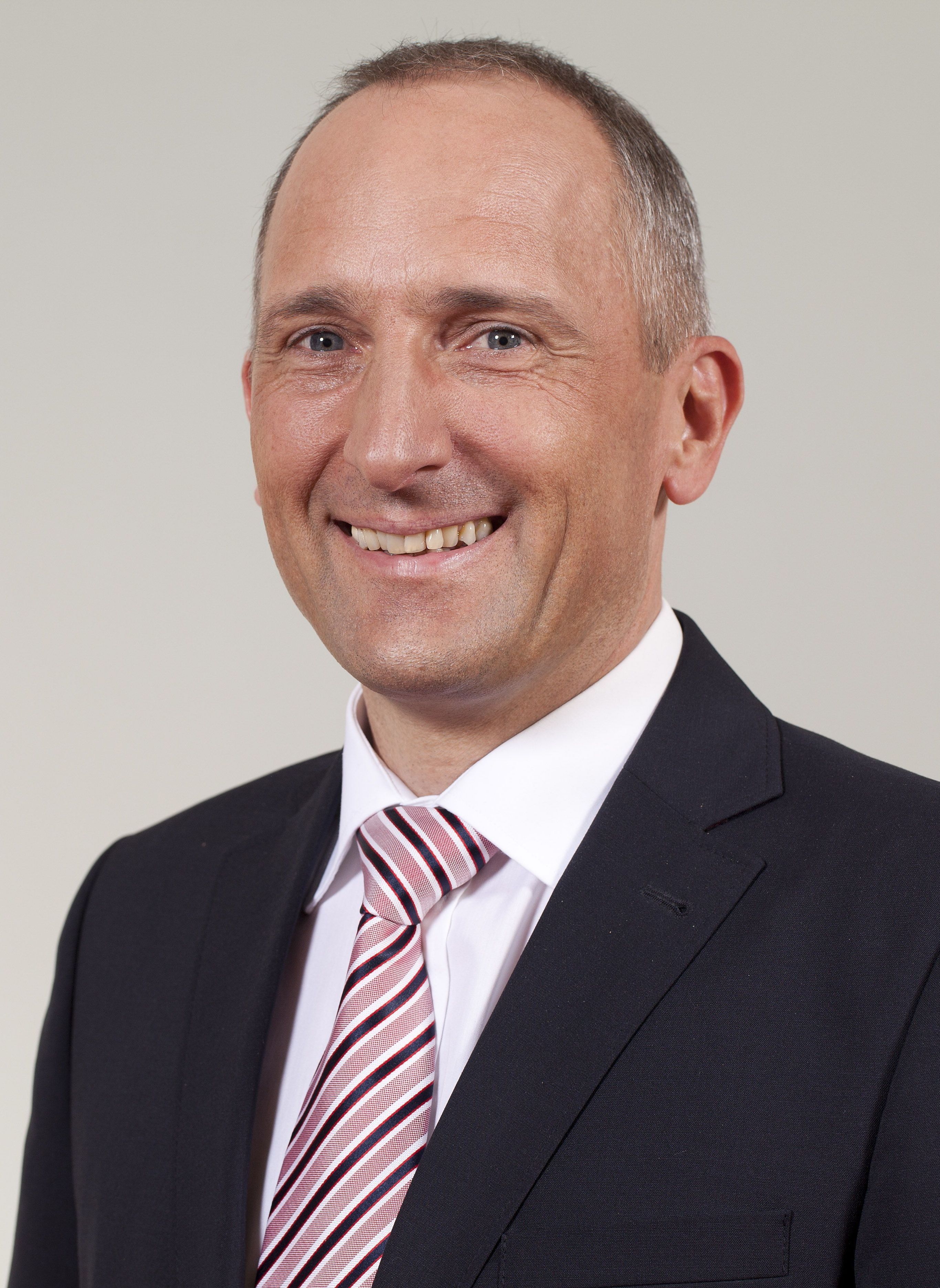
Adrian Hasler – lider Postępowej Partii Obywatelskiej przed wyborami w 2013 r., który objął po nich urząd premiera Liechtensteinu.

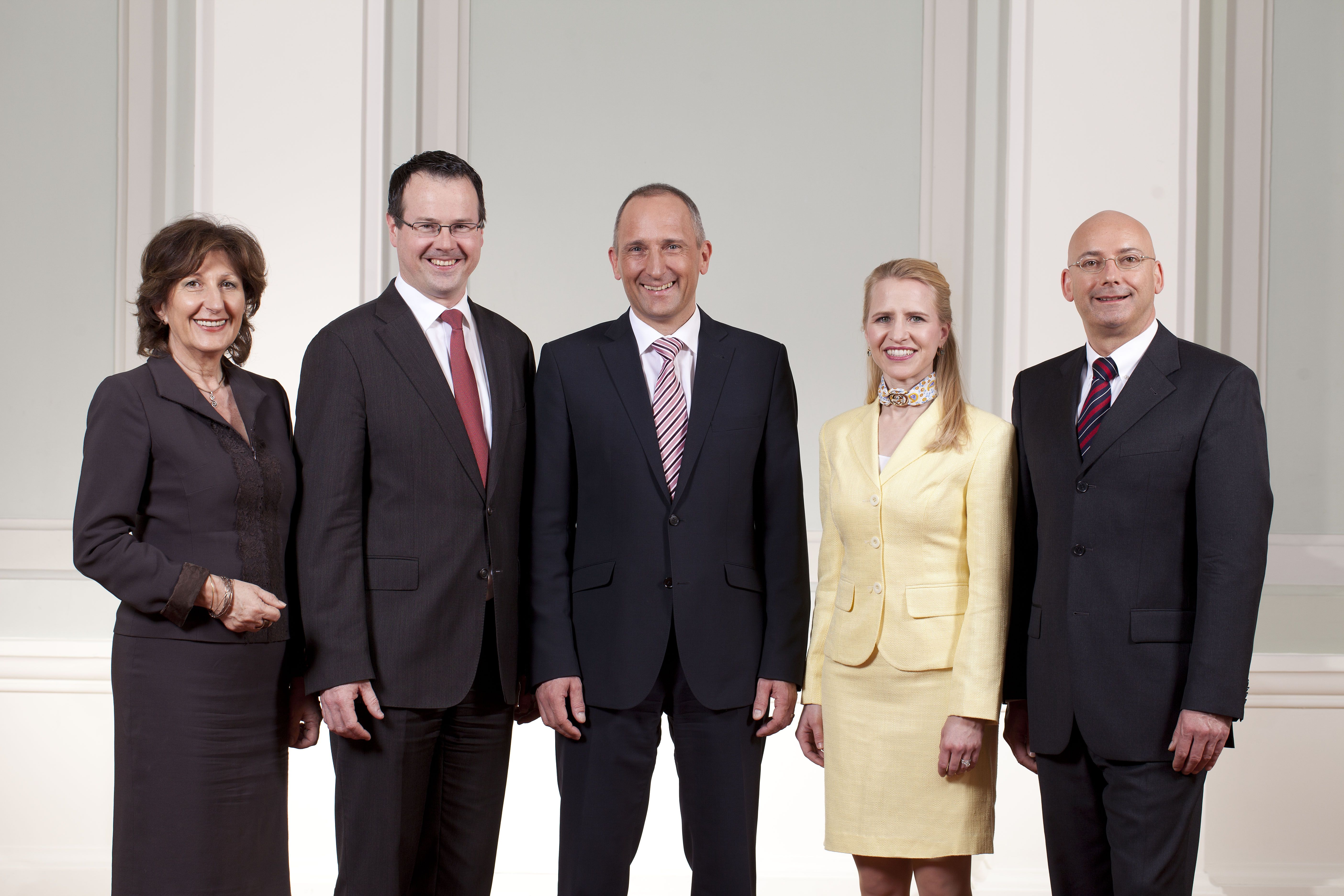
Rząd kadencji 2013–2017, który został powołany po wyborach w 2013 r. Od lewej: Marlies Amman-Marxer (VU), Thomas Zwiefelhofer (VU), Adrian Hasler (FBP), Aurelia Frick (FBP) i Mauro Pedrazzini (FBP).

Wybory parlamentarne w Liechtensteinie w 2013 roku (niem. Fürstentum Liechtenstein Landtagswahlen 2013) – powszechne wybory do Landtagu, które odbyły się w dniu 3 lutego 2013 roku na terenie Księstwa Liechtensteinu.

## Ordynacja wyborcza
Landtag Księstwa Liechtensteinu składa się z dwudziestu pięciu deputowanych, którzy są wybierani przez Naród na czteroletnią kadencję są w wyborach tajnych, bezpośrednich, powszechnych, równych i proporcjonalnych z dwóch okręgów wyborczych – Oberlandu i Unterlandu. Czynne prawo wyborcze posiadają obywatele zamieszkujący na stałe w Księstwie, którzy ukończyli 18. rok życia, a ich prawa nie są zawieszone, gdzie cenzus wiekowy dla kandydatów do Landtagu to 20 lat. Udział w wyborach jest obowiązkowy.
Każdy wyborca może oddać swój głos na taką liczbę kandydatów z różnych komitetów wyborczych ile wynosi całkowita liczba mandatów możliwych do zdobycia w danym okręgu wyborczym, czyli piętnaście w Oberlandzie i dziesięć w Unterlandzie. Od wyborów w 2005 r. możliwe jest głosowanie korespondencyjne.
Miejsce w parlamencie przysługuję tylko komitetom, które przekroczyły próg wyborczy, wynoszący 8%. Mandaty są przyznawane dwuetapowo. W pierwszym etapie przyznaje się tzw. mandaty podstawowe przy pomocy metody Hagenbacha-Bischoffa, a brakujące mandaty rozdysponowuje się jako tzw. mandaty uzupełniające przy pomocy metody d'Hondta.

## Kontekst polityczny
Początek kadencji ustępującego parlamentu stał pod znakiem afery finansowej związanej z unikaniem płacenia podatków przez obywateli Niemiec, która rozpoczęła się jeszcze w lutym 2008 r., kiedy aresztowano prezesa Deutsche Post Klausa Zumwinkela. Naciski polityczne ze strony RFN doprowadziły do podpisania obustronnych porozumień w 2010 r. i reform finansowych w państwie.
We wrześniu 2011 r. z inicjatywy obywatelskiej odbywało się referendum dot. legalizacji aborcji. Na kilka dni przed głosowaniem książę Alojzy otwarcie zapowiedział, że niezależnie od wyniku głosowania zawetuje zmiany w prawie aborcyjnym. Mieszkańcy odrzucili nowelizację przepisów, jednak słowa regenta wywołały niezadowolenie w środowiska prodemokratycznych i rozpoczęło się zbieranie głosów pod kolejną inicjatywą, która tym razem miała dot. ograniczenia praw konstytucyjnych Księcia, a w szczególności prawa do absolutnego weta. Na 1 lipca 2012 r. zaplanowano referendum, w którym mieszkańcy jednoznacznie odrzucili wniosek – przeciw głosowało 76,4% obywateli przy frekwencji wynoszącej 82,9%.
W 2011 r. poseł VU Harry Quaderer wystąpił z partii i do końca kadencji zasiadał w Landtagu jako bezpartyjny. Przed wyborami 2013 r. zaczęła gromadzić się wokół niego grupa polityczna, z której wyłonił się komitet wyborczy Niezależni (DU, niem. Die Unabhängigen). Po wyborach został on sformalizowany, jednak z założenia nie była to klasyczna partia polityczna, gdyż nie miała jasnego programu ramowego, a opierała się na wolności poglądów jej członków.
Ustępujący gabinet był tworzony przez koalicję VU-FBP, a na jego czele stał Klaus Tschütscher z Unii Patriotycznej.

## Listy wyborcze
Do wyborów przystąpiły cztery komitety wyborcze odpowiadające czterem partiom: Postępowej Partii Obywatelskiej (FBP), Unii Patriotycznej (VU), Niezależnym (DU) Wolnej Liście (FL). Na listach dwóch pierwszych partii znalazła się maksymalna możliwa liczba kandydatów, a zatem dwudziestu pięciu. Na liście DU znalazło się dziesięć nazwisk, w tym sześć w Oberlandzie i czterech w Unterlandzie. Z kolei lista FL składała się z ośmiu kandydatów, w tym sześciu w Oberlandzie i dwóch w Unterlandzie. Zatem łącznie w wyborach wystartowało sześćdziesięciu ośmiu kandydatów, a wśród nich znalazło się osiemnaście kobiet, a zatem kobiety stanowiły 26,5% kandydatów.
| Lista wyborcza | Lista wyborcza | Lista wyborcza                                                   | Lider               | Kandydaci | Kandydaci | Kandydaci | Wynik w poprzednich wyborach w 2009 r. |
| Lista wyborcza | Lista wyborcza | Lista wyborcza                                                   | Lider               | Oberland  | Unterland | Razem     | Wynik w poprzednich wyborach w 2009 r. |
| -------------- | -------------- | ---------------------------------------------------------------- | ------------------- | --------- | --------- | --------- | -------------------------------------- |
|                |                | Postępowa Partia Obywatelska niem. Fortschrittliche Bürgerpartei | Adrian Hasler       | 15        | 10        | 25        | 43,5%                                  |
|                |                | Unia Patriotyczna niem. Vaterländische Union                     | Thomas Zwiefelhofer | 15        | 10        | 25        | 47,6%                                  |
|                |                | Niezależni niem. Die Unabhängigen                                | Hugo Quaderer       | 6         | 4         | 10        | –                                      |
|                |                | Wolna Lista niem. Freie Liste                                    | Pepo Frick          | 6         | 2         | 8         | 8,9%                                   |

## Wyniki
Wybory zwyciężyła Postępowa Partia Obywatelska z 77 644 głosami (40,0%), zdobywając dziesięć mandatów w Landtagu. Drugie miejsce w głosowaniu przypadło Unii Patriotycznej, na którą oddano 65 118 głosów (33,5%), co przełożyło się na osiem mandatów parlamentarnych. Żadna z partii nie zdobyła bezwzględnej większości w dwudziestopięcioosobowym parlamencie i ponownie utworzono rząd koalicyjny z Adrianem Haslerem z FBP na czele. Obie partię rządzące zaliczyły spadek poparcia względem poprzednich wyborów: FBP o 3,5 punktu procentowego, a VU aż o 14,1 p.p..
Zaskakująco wysoki wynik osiągnął komitet Niezależni z wynikiem 29 739 głosów (15,3%), dzięki czemu otrzymał aż cztery miejsca w Landtagu. Na ostatnim miejscu, jednak nadal powyżej progu wyborczego, znalazła się Wolna Lista, zdobywając 21 604 głosy (11,1%) i trzy mandaty. Po raz pierwszy w parlamencie znaleźli się członkowie czterech partii, a dodatkowo udział partii koalicyjnych VU-FBP w nowej kadencji Landtagu był najmniejszy w historii. Na partie opozycyjne oddano łącznie 51 343 głosy (26,4%).
| Partia | Partia                       | Wyniki | Wyniki | Wyniki | Mandaty | Mandaty |
| Partia | Partia                       | Głosy  | %      | Zmiana | Liczba  | Zmiana  |
| ------ | ---------------------------- | ------ | ------ | ------ | ------- | ------- |
| FBP    | Postępowa Partia Obywatelska | 77 644 | 40,0%  | 5,2%   | 10      | 1       |
| VU     | Unia Patriotyczna            | 65 118 | 33,5%  | 9,4%   | 8       | 5       |
| DU     | Niezależni                   | 29 739 | 15,3%  | –      | 4       | –       |
| FL     | Wolna Lista                  | 21 604 | 11,1%  | 4,1%   | 3       | 2       |

### Wyniki według okręgów i gmin
Zarówno w Oberlandzie jak i w Unterlandzie zwyciężyła Postępowa Partia Obywatelska, zdobywając kolejno 39,3% i 41,9% głosów.
W dziewięciu z jedenastu gmin najwięcej głosów otrzymała FBP, a jedynie w gminach Balzers i Triesenberg więcej głosów miała VU. Najwyższe poparcie dla zwycięskiej partii odnotowano w gminie Gamprin – 47,0%, a najniższe w Balzers – 35,6%. Natomiast VU najwyższym poparciem cieszyła się w gminie Triesenberg – 41,9%, a najmniej głosów oddano na nią w gminie Planken – 25,8%. Głosy na Niezależnych stanowiły największy odsetek w gminie Gamprin – 18,7%, a najmniejszy w gminie Triesenberg – 11,9%. Z kolei FL najlepszy wynik osiągnęła w gminie Planken – 14,4%, a najniższy w gminie Gamprin – 5,9%.

#### Oberland
| Partia | Balzers | Balzers | Balzers | Planken | Planken | Planken | Schaan | Schaan | Schaan | Triesen | Triesen | Triesen | Triesenberg | Triesenberg | Triesenberg | Vaduz  | Vaduz | Vaduz | Oberland | Oberland | Oberland | Oberland | Oberland |
| Partia | G       | %       | Z       | G       | %       | Z       | G      | %      | Z      | G       | %       | Z       | G           | %           | Z           | G      | %     | Z     | G        | %        | Z        | M        | ZM       |
| ------ | ------- | ------- | ------- | ------- | ------- | ------- | ------ | ------ | ------ | ------- | ------- | ------- | ----------- | ----------- | ----------- | ------ | ----- | ----- | -------- | -------- | -------- | -------- | -------- |
| FBP    | 10 158  | 35,6%   | 0,9%    | 1481    | 44,9%   | 4,7%    | 12 507 | 37,5%  | 6,5%   | 10 572  | 39,0%   | 1,4%    | 7840        | 38,8%       | 1,5%        | 12 675 | 45,0% | 1,0%  | 55 233   | 39,3%    | 2,5%     | 6        | 0        |
| VU     | 11 066  | 38,7%   | 15,5%   | 853     | 25,8%   | 12,1%   | 10 500 | 31,5%  | 13,1%  | 9022    | 33,3%   | 17,2%   | 8480        | 41,9%       | 12,5%       | 8665   | 30,8% | 13,4% | 48 586   | 34,6%    | 14,3%    | 5        | 3        |
| DU     | 4226    | 14,8%   | –       | 492     | 14,9%   | –       | 5618   | 16,9%  | –      | 4367    | 16,1%   | –       | 2406        | 11,9%       | –           | 3639   | 12,9% | –     | 20 748   | 14,8%    | –        | 2        | –        |
| FL     | 3110    | 10,9%   | 1,6%    | 474     | 14,4%   | 1,8%    | 4705   | 14,1%  | 2,6%   | 3114    | 11,5%   | 2,5%    | 1494        | 7,4%        | 2,1%        | 3161   | 11,2% | 1,4%  | 16 058   | 11,4%    | 2,0%     | 2        | 1        |

#### Unterland
| Partia | Eschen | Eschen | Eschen | Gamprin | Gamprin | Gamprin | Mauren | Mauren | Mauren | Ruggell | Ruggell | Ruggell | Schellenberg | Schellenberg | Schellenberg | Unterland | Unterland | Unterland | Unterland | Unterland |
| Partia | G      | %      | Z      | G       | %       | Z       | G      | %      | Z      | G       | %       | Z       | G            | %            | Z            | G         | %         | Z         | M         | ZM        |
| ------ | ------ | ------ | ------ | ------- | ------- | ------- | ------ | ------ | ------ | ------- | ------- | ------- | ------------ | ------------ | ------------ | --------- | --------- | --------- | --------- | --------- |
| FBP    | 6247   | 36,7%  | 3,1%   | 3197    | 47,0%   | 5,9%    | 7015   | 46,1%  | 7,3%   | 3904    | 40,9%   | 8,2%    | 2048         | 42,1%        | 10,9%        | 22 411    | 41,9%     | 6,3%      | 4         | 1         |
| VU     | 5854   | 34,4%  | 19,1%  | 1929    | 28,4%   | 13,8%   | 3980   | 26,2%  | 9,7%   | 3213    | 33,6%   | 12,2%   | 1556         | 32,0%        | 4,9%         | 16 532    | 30,9%     | 13,3%     | 3         | 2         |
| DU     | 3111   | 18,3%  | –      | 1270    | 18,7%   | –       | 2390   | 15,7%  | –      | 1568    | 16,4%   | –       | 652          | 13,4%        | –            | 8991      | 16,8%     | –         | 2         | –         |
| FL     | 1828   | 10,7%  | 4,1%   | 404     | 5,9%    | 0,9%    | 1835   | 12,1%  | 1,4%   | 865     | 9,1%    | 3,9%    | 614          | 12,6%        | 2,4%         | 5546      | 10,4%     | 2,7%      | 1         | 1         |

## Frekwencja
Udział w wyborach jest dla obywateli Liechtensteinu z czynnymi prawami wyborczymi jest obowiązkowy. W głosowaniu udział wzięło 15 363 osób spośród 19 251 uprawnionych, a zatem frekwencja wyniosła 79,8% i była niższa o 4,8 punktu procentowego niż w poprzednich wyborach w 2009 r..
Wyższą frekwencję odnotowano w Unterlandzie – 82,5%, podczas gdy w Oberlandzie swój głos oddało 78,3% obywateli.
Najwyższą frekwencją cechowała się gmina Planken, w której zagłosowało 91,5% uprawnionych, zaś najniższą gmina Triesen, gdzie zagłosowało 75,6%.
Od wyborów w 2005 r. wszyscy obywatele Liechtensteinu mogą zagłosować osobiście przy urnie lub korespondencyjnie za pośrednictwem poczty. W 2013 r. z opcji głosowania korespondencyjnego skorzystało 14 684 obywateli, czyli 95,6% głosujących, a zatem o 15,1 p.p. więcej niż w poprzednich wyborach.

## Skład Landtagu
Postępowa Partia Obywatelska – 10 mandatów
     Unia Patriotyczna – 8 mandatów
     Niezależni – 4 mandaty
     Wolna Lista – 3 mandaty

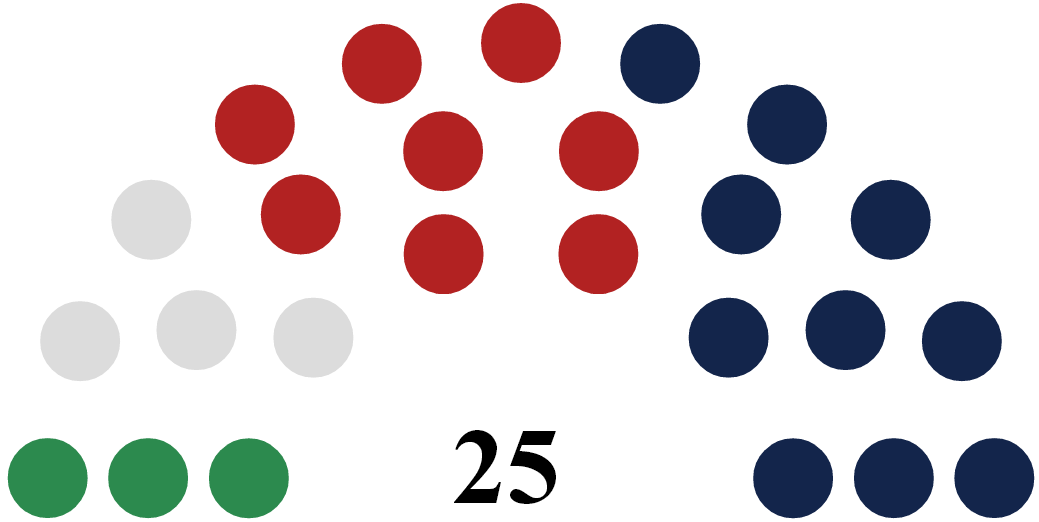
Podział mandatów do Landtagu po wyborach w 2013 r.
Postępowa Partia Obywatelska – 10 mandatów
Unia Patriotyczna – 8 mandatów
Niezależni – 4 mandaty
Wolna Lista – 3 mandaty

W nowej kadencji Landtagu po raz pierwszy znaleźli się przedstawiciele czterech ugrupowań: dziesięciu deputowanych z FBP, ośmiu z VU, czterech z DU oraz trzech z FL. Wśród posłów znalazło się pięć kobiet, a zatem stanowiły one 20% deputowanych. Największa liczba posłów – sześciu, mieszkała w gminie Schaan, pięciu w gminie Triesen, po trzech w gminach Eschen, Ruggell i Triesenberg, dwóch w gminie Triesenberg oraz po jednym w gminach Balzers, Gamprin, Vaduz. Gminami, w których nie mieszkał żaden poseł były Mauren i Planken. Najstarszym posłem była Albert Frick z FBP – 64 lata, zaś najmłodszym Thomas Lageder z FL – 32 lata. Średnia wieku wynosiła 45,8 lat, jednak trzech deputowanych (Harry Quaderer, Herbert Elkuch i Erich Hasler z DU) nie podało swojego wieku.
| Deputowany               | Partia | Okręg wyborczy | Gmina        | Liczba głosów | Wiek    |
| ------------------------ | ------ | -------------- | ------------ | ------------- | ------- |
| Batliner Christian       | FBP    | Oberland       | Triesen      | 3811          | 44 lat  |
| Batliner Manfred         | FBP    | Unterland      | Eschen       | 2056          | 49 lat  |
| Beck Alois               | FBP    | Oberland       | Schaan       | 3765          | 50 lat  |
| Büchel Gerold            | FBP    | Unterland      | Ruggell      | 2072          | 38 lat  |
| Frick Albert             | FBP    | Oberland       | Schaan       | 3514          | 64 lata |
| Hasler Elfried           | FBP    | Unterland      | Gamprin      | 2150          | 47 lat  |
| Kaiser Johannes          | FBP    | Unterland      | Schellenberg | 2184          | 54 lata |
| Lampert Wendelin         | FBP    | Oberland       | Triesenberg  | 3657          | 42 lata |
| Nägele Eugen             | FBP    | Oberland       | Schaan       | 3406          | 48 lat  |
| Wohlwend Christine       | FBP    | Oberland       | Balzers      | 3533          | 34 lata |
| Beck Christoph           | VU     | Oberland       | Triesenberg  | 3093          | 34 lata |
| Büchel Peter             | VU     | Unterland      | Schellenberg | 1546          | 54 lata |
| Konrad Frank             | VU     | Oberland       | Vaduz        | 3172          | 45 lat  |
| Lanter-Koller Violanda   | VU     | Unterland      | Ruggell      | 1639          | 49 lat  |
| Öhri Judith              | VU     | Unterland      | Ruggell      | 1663          | 44 lata |
| Rüdisser-Quaderer Karina | VU     | Oberland       | Schaan       | 3058          | 54 lata |
| Vogt Thomas              | VU     | Oberland       | Triesen      | 3113          | 36 lat  |
| Wenaweser Christoph      | VU     | Oberland       | Schaan       | 3122          | 49 lat  |
| Elkuch Herbert           | DU     | Unterland      | Schellenberg | 1518          | –       |
| Hasler Erich             | DU     | Unterland      | Eschen       | 1169          | –       |
| Quaderer Harry           | DU     | Oberland       | Schaan       | 2527          | –       |
| Schurti Pio              | DU     | Oberland       | Triesen      | 1586          | 48 lat  |
| Konzett-Bargetze Helen   | FL     | Oberland       | Triesen      | 1449          | 40 lat  |
| Lageder Thomas           | FL     | Oberland       | Triesen      | 1220          | 32 lata |
| Marxer Wolfgang          | FL     | Unterland      | Eschen       | 833           | 52 lata |